# Valencia TeVe
Valencia TeVe fou un canal de televisió valencià de caràcter local i generalista activa entre els anys 1997 i 2006. La pràctica totalitat de les seues emissions eren en castellà, tot i la testimonial presència del valencià en intervencions personals o en programes de cultura popular.
El seu creador i director fou l'empersari i periodista murcià Jesús Sánchez Carrascosa, ex-director de Canal Nou (TVV) i marit de María Consuelo Reyna. L'any 2000, arran de l'expusió de Reyna de Las Provincias, adquiriren la capçalera Diario de Valencia, que esdevingué un complement mediàtic de Valencia TeVe al servici de la causa d'aquests. L'any 2001, el director de l'empresa declarava que el presupost anual de Valencia TeVe eren de vora 400.000.000 de pessetes front a les 13.000.000.000 de Canal Nou. Sánchez Carrascosa havia estat una important figura pròxima al President de la Generalitat Eduardo Zaplana, i amb l'eixida d'aquest i l'arribada a la presidència de Francisco Camps encengué els conflictes entre els sectors zaplanista i campista del PPCV, triomfant el darrer.
Valencia TeVe deixà d'emetre en acabar la cremà, el 20 de març de l'any 2006 després de 9 anys d'emissions. La causa del seu tancament fou la retirada de la seua llicència en favor de La Sexta per part del govern de Francisco Camps (PPCV) i la seua no concessió de la corresponent llicència en TDT. Poc després, el 26 de juny de 2007, deixaria de publicar-se l'altre puntal mediàtic de Sánchez Carrascosa, el Diario de Valencia, per manca de publicitat institucional.

## Programes (llista no exhaustiva)
- A la Luna de Valencia (1997-?): Arturo Valls Mollà, Carmen Alcayde Ballesteros, Laura Pérez Vehí.
- El Poder Valenciano (?-?): Josep Lluís Torró.[7]
- En Directo desde la Calle (?-?): Javier Lifante.
- Informativos (1997-2006): Miguel Ángel Orts, ...
- La Ciudad (1997-?): Laura Pérez Vehí.[8]
- La Crónica (1997-?): Miguel Ángel Pastor.
- La Hora de Julio Tormo (1997-2006): Julio Tormo Ases.[9]